# Isola (Spiel)
Isola ist ein strategisches Brettspiel für zwei Spieler. Es wurde 1972 und 1980 vom Ravensburger-Verlag herausgegeben. Erfinder des Spiels ist Bernd Kienitz (Information in einem Kosmos-Katalog aus den 1970er Jahren). Das Spiel war als Reisespiel ausgelegt, bei dem die Plättchen nicht verrutschen können.

## Regeln
Isola wird auf einem 8×6 Felder großen Spielfeld gespielt. Jeder Spieler hat eine Spielfigur, außerdem benötigt man noch 46 Plättchen, um die erlaubten Felder zu markieren. Zur Vorbereitung werden die beiden Spielfiguren auf die Felder A3 und H4 gestellt. Alle anderen Felder werden mit den Plättchen belegt. Ein Spielzug besteht aus zwei Schritten: Zuerst bewegt der Spieler seine Spielfigur auf eines der (maximal acht) umliegenden Plättchen, wobei er nicht auf das Feld mit dem Gegner ziehen darf. Dann entfernt er ein beliebiges Plättchen, das von keinem der beiden Spieler belegt ist. Die Ausgangsfelder (A3 und H4) dürfen von beiden Spielern beliebig oft betreten werden. Wer zuerst nicht mehr ziehen kann, hat das Spiel verloren. Weil in jedem Zug ein Plättchen entfernt wird, kann das Spiel höchstens 46 Züge dauern.

## Strategie
Weil die Ausgangsfelder immer wieder betretbar sind, macht es Sinn, sich in der Nähe dieser aufzuhalten.
Gleichzeitig wird man oft bevorzugt Plättchen in der Nachbarschaft des gegnerischen Ausgangsfelds zu entfernen.

## Ähnliches Spiel
1988 erfand der Argentinier Walter Zamkauskas das Spiel der Amazonen für 2 Spieler. Darin bewegen sich die Figuren wie Schachdamen. Nach jedem Zug verschießt die bewegte Dame einen Pfeil, der das Feld, auf dem er landet, auf Dauer blockiert. Nach und nach werden alle Felder blockiert. Sieger ist, wer den letzten Zug machen kann. (Bei Isola bewegen sich die Figuren wie Schachkönige.)